# Ugo Zaccagnini & Figli
La Ugo Zaccagnini & Figli è stata un'azienda produttrice di oggetti in maiolica e ceramica fondata nel 1905 da Ugo Zaccagnini (1868-1937), ex formatore di gesso della Ginori di Doccia. Nel 1936 la manifattura si trasformò in "Società Anonima Ceramiche Zaccagnini", quindi nella "Zaccagnini S.p.A.".

## Storia
Nel 1896 l'industriale della ceramica Giulio Richard acquistò dai marchesi Ginori la Manifattura di Doccia e nacque la Società Ceramica Richard-Ginori. Per ridurre le spese della pittura a mano, entrarono in produzione ceramiche decorate a decalcomania litografica. Nello stesso anno un gruppo di lavoranti - tra cui Egisto Fantechi e Ugo Zaccagnini - lasciò la Richard-Ginori e diede origine alla S.I.F.S.A. (Società Industriale Fabbricazione Maioliche Artistiche), con sede a Sesto Fiorentino, che produceva ceramiche ispirate ai modelli toscani del Rinascimento. Ugo Zaccagnini, modellatore in gesso, aveva anche fatto calchi in gesso per il restauro di terrecotte originali dei Della Robbia. Nel 1905 Egisto Fantechi rilevò le quote degli altri soci e Ugo Zaccagnini si mise in proprio, fondando la sua fabbrica di ceramiche "Ugo Zaccagnini & Figli" e specializzandosi nella produzione di ceramiche dalle linee classiche. Negli anni successivi collaborarono alla manifattura i figli di Ugo Zaccagnini: Pietro (1891-1954), Urbano (1901-1964) e Prisco (1902-1965) e le figlie Adele ed Enrichetta.
Nel 1912 la manifattura "Ugo Zaccagnini & Figli" si trasferì a Firenze, in piazza Pier Vettori 10. Fu presente alla Fiera Campionaria di Milano e a Mostre dell'Artigianato di Firenze. Il marchio era UFMZ.
Nel 1928 Ugo Zaccagnini acquistò un edificio industriale in Via Monte Oliveto, sulle colline fiorentine, e vi trasferì la sua manifattura, lasciando gli uffici al precedente indirizzo. Il marchio della Zaccagnini diventò un monogramma formato dal profilo di un monticello (il Monte Oliveto), tagliato da una "Z": si ispirava allo stemma della località. Negli anni '30 collaborarono con la manifattura: lo scultore L. Contini, lo scultore Fosco Martini, che realizzava ceramiche raffiguranti animali, e il pittore su maiolica U. Cittadella. Una coppia di grandi vasi da parata, in maiolica colorata, furono realizzati per le nozze di Galeazzo Ciano con Edda Mussolini. La fabbrica Zaccagnini produceva lampade da tavolo, servizi d tavola, vasi.

### La seconda generazione degli Zaccagnini

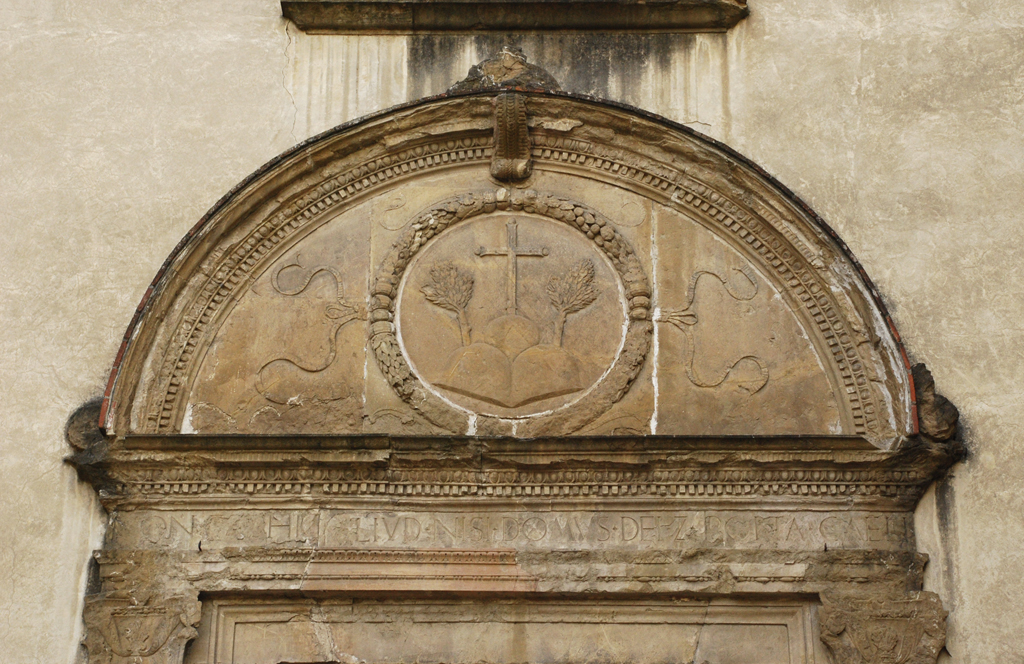
Chiesa di San Bartolomeo a Monte Oliveto (Firenze)

Nel 1937, dopo la morte di Ugo, la manifattura si trasformò in "Società Ceramiche Zaccagnini" con sede legale sempre in piazza Pier Vettori 10, Firenze. Urbano Zaccagnini fu nominato amministratore delegato, con direttore artistico il fratello Prisco Zaccagnini; caratteristiche di questo periodo terrecotte rustiche che sembravano avviluppate da cordame. L'industriale Aristide Loria entrò nel capitale azionario: la ditta divenne una Società per Azioni e ampliò la sua produzione e i canali di vendita dei suoi manufatti.
Nel 1937 nella manifattura lavoravano 120 dipendenti e la fabbrica iniziò ad esportare negli Stati Uniti. Iniziò la collaborazione con nuovi artisti: Mario Bandini (1908-1979), Ottorino Palloni, Maurizio Tempestini, Gino Pozzi e Leopold Anzengruber.
La Walt Disney affidò alla "Zaccagnini S.p.A." la realizzazione in ceramica di personaggi dei suoi cartoons. La manifattura Zaccagnini era presente alla VII Triennale di Milano, del 1940. Dopo la seconda Guerra mondiale la Zaccagnini riaprì i battenti e nel 1947 fu incaricata di riprodurre alcune antiche ceramiche, esposte al Metropolitan Museum di New York.
Nel 1950 alcune ceramiche, tra cui una serie di piatti, furono esposte alla Mostra dell'Artigianato Italiano del Brooklyn Museum, di New York. Negli anni '50 iniziò la produzione di una linea artistica astratta, denominata "Svedese".
Nel 1958 Urbano Zaccagnini lasciò la manifattura di famiglia e fondò la "Urbano Zaccagnini Ceramiche Artistiche" che fu attiva per circa dieci anni.
Le quote della società furono quindi rilevate dalla famiglia Loria, con direttore artistico Prisco Zaccagnini, fino al 1960, quando anch'egli lasciò la società per fondare la propria manifattura in via Leonardo Ximenes.
La "S.p.A. Zaccagnini", nominalmente ancora aperta, fu chiusa nel 2000.

### Statuine di personaggi della Disney
La produzione si distingue in pezzi di piccole proporzioni, realizzati in molti esemplari, e in pezzi di maggiori proporzioni, più rari e oggi più richiesti dal mercato antiquario. Il più ricercato e costoso è Pinocchio. Tra le prime sculture realizzate, Biancaneve e i Sette Nani furono messi in vendita in occasione dell’anteprima nazionale del film, che ebbe luogo a Firenze, al Cinema Teatro Verdi. Le più gustose statuine, le più aderenti allo spirito di Disney, sono state modellate da Mario Bandini. Le sculture, in terracotta bianca, sono lucenti e coloratissime, passate nella vernice cristallina trasparente e ricotte a 900°.
Nel dopoguerra la manifattura Zaccagnini ottenne un contratto in esclusiva con la Walt Disney, per la realizzazione di sculture in ceramica di personaggi dei cartoons Disney. Dal 1938 al 1958 la Zaccagnini produsse circa 150 diverse sculture disneyane, oltre a portasaponette, a saliere e pepiere, e ad altri oggetti in maiolica, con disegni di eroi dei film Disney. Tra le sculture: Paperino giocatore di golf (1938), Pluto, i Tre Porcellini, il Mago di Burbank, il Toro Ferdinando, Pinocchio (1940), personaggi di "Fantasia" (1940), i Tre Caballeros (1945), Alice nel Paese delle Meraviglie (1951), Peter Pan (1953), Lilli e il Vagabondo (1955). Il Bulldog Raul fu l’ultimo della serie Disney ad essere prodotto.